# Undiulung
Undiulung, także Jundiulun (ros. Ундюлюнг; Юндюлюн; bur. Үндүлүҥ) – rzeka w azjatyckiej części Rosji, w centralnej Jakucji, prawy dopływ Leny. Ma 414 km długości, a jej dorzecze zajmuje powierzchnię 12 800 km². Źródła znajdują się w górach Orułgan (część Gór Wierchojańskich). W dolnym biegu płynie przez Nizinę Środkowojakucką. Wpada do Leny 820 km od ujścia tejże rzeki do Morza Łaptiewów. 
Rzeka zasilana jest topniejącym śniegiem oraz letnimi deszczami. Zamarza w okresie od października do maja. Charakteryzuje się występowaniem letnich powodzi spowodowanych opadami.